# Abaque de Greninger

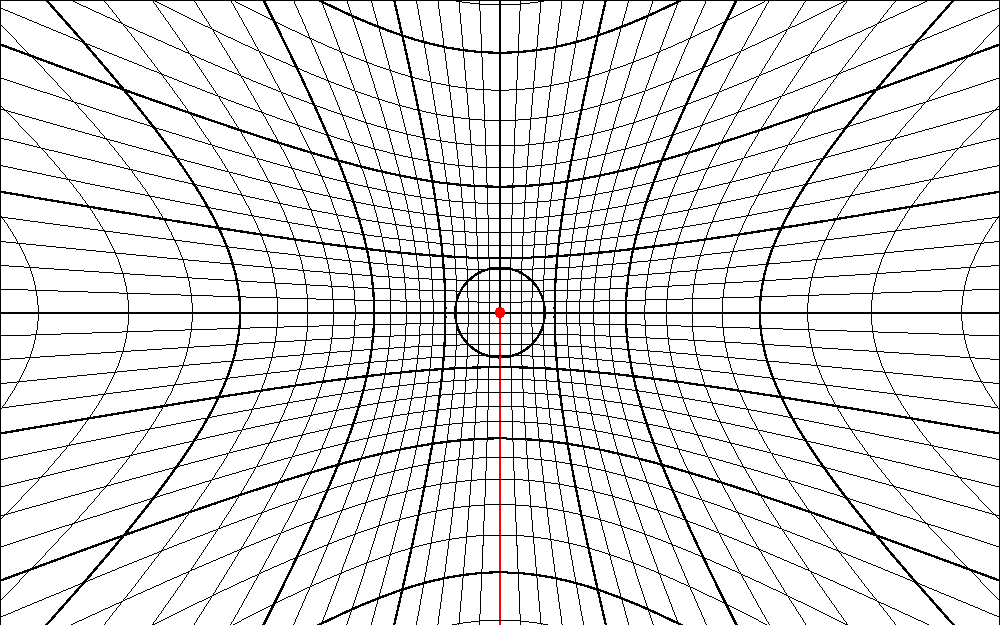
Abaque de Greninger tracé pour une distance cristal-film de 3 cm. Les lignes fines correspondent à un angle de 2°, les plus épaisses à 10°.

Pour les articles homonymes, voir Abaque.
L'abaque de Greninger est un abaque utilisé pour l'exploitation des clichés de diffraction obtenus par la méthode de Laue en retour pour l'orientation de monocristaux selon une direction cristallographique précise. Il doit son nom à A. B. Greninger qui l'a initialement publié en 1935. Cet abaque peut être calculé pour une distance cristal-détecteur donnée à l'aide des formules données par A. Bernalte. Superposé au cliché de diffraction, il permet une lecture directe des angles entre la direction du faisceau incident et la direction cristallographique d'intérêt, qui apparaît sur le cliché sous forme d'une tache. La méthode d'utilisation est détaillée par exemple dans l'ouvrage d'Amoros consacré à la méthode de Laue,, ou encore celui de Bertram E. Warren. 